# آرندت ۱۶۷۱۴
سیارک ۱۶۷۱۴ (به انگلیسی: 16714 Arndt، نامگذاری:1995SM54) شانزده هزار و هفتصد و چهاردهمین سیارک کشف شده‌است که در ۲۱ سپتامبر ۱۹۹۵ کشف شد.
قدر مطلق سیارک برابر ۱۳٫۷۰ است.